# Wat’s Pig
Wat’s Pig ist ein britischer knetanimierter Kurzfilm von Peter Lord aus dem Jahr 1996.

## Handlung
Während der Zeit des Mittelalters: Ein Räuber stiehlt einen der beiden Königssöhne aus der Krippe im Schloss, verliert bei der Verfolgungsjagd jedoch den Säugling, der von einem Schwein gefunden wird.
Jahre später ist der eine Sohn König geworden und der andere einfacher Bauer, der mit seinem Schwein zusammenlebt. Der Bauer muss dem König Abgaben zahlen und als der König von dem König des Nachbarstaates bedroht wird, zieht der Bauer für ihn als Soldat in den Krieg. Die Schlacht geht verloren und der Bauer kehrt allein mit der zerstörten Heeresfahne zum Schloss zurück. Hier sieht er, dass sein Schwein inzwischen in die Küche des Schlosses transportiert wurde, und schleicht sich ins Schloss, um es zu retten. Der Schweinestall ist mit einem Schloss gesichert und der Bauer durchsucht das Zimmer des Königs nach dem Schlüssel. Als der König erscheint, kommt es zur Rangelei zwischen beiden Männern, den die Mutter schlichtet: Sie eröffnet beiden, dass sie Brüder sind.
Dem König kommt das Geständnis recht, bewegt sich der König des Nachbarreichs doch mit seiner Armee aufs Schloss zu. Er gibt seinem Bruder die Insignien des Königs und schleicht sich heimlich in der Bauernkleidung des Bruders aus dem Schloss. Den Kampf um das Schloss erlebt er in der Bauernkate des Bruders und schläft friedlich ein. Am nächsten Morgen ist das Haus von seinem Bruder, der Mutter und dem Schwein bevölkert. Der Bauer drückt seinem Bruder eine Hacke in die Hand und weist ihn an zu arbeiten. Der ehemalige König, dessen Schloss nun vollkommen verwüstet ist, steht unschlüssig vor der Tür, bis es zu regnen beginnt.

## Auszeichnungen
Wat’s Pig wurde 1997 für einen Oscar in der Kategorie „Bester animierter Kurzfilm“ nominiert, konnte sich jedoch nicht gegen Quest durchsetzen.